# Polizei (Finnland)

Signet der finnischen Polizei

Die finnische Polizei (finn. poliisi, schwed. polisen) ist dreistufig organisiert. Neben der Polizeiabteilung im Innenministerium (finn. Keskusrikospoliisi (KRP), schwed. Centralkriminalpolisen (CKP), wortwörtlich „Zentrale Kriminalpolizei“) gibt es die Polizeidirektion in Helsinki und die Provinzpolizeikommandos. Die unterste Stufe bildet die lokale Polizei in den Amtsbezirken. Im ganzen Land gibt es 280 Polizeidienststellen, dazu kommen über 50 mit anderen Behörden (Zoll, Grenzschutz) gemischte Dienststellen. Es gibt rund 7600 Polizisten. Der Etat betrug 2007 rund 632 Mio. EUR.
Finnland zählt nach der Kriminalstatistik zu den sichersten Ländern Europas. 

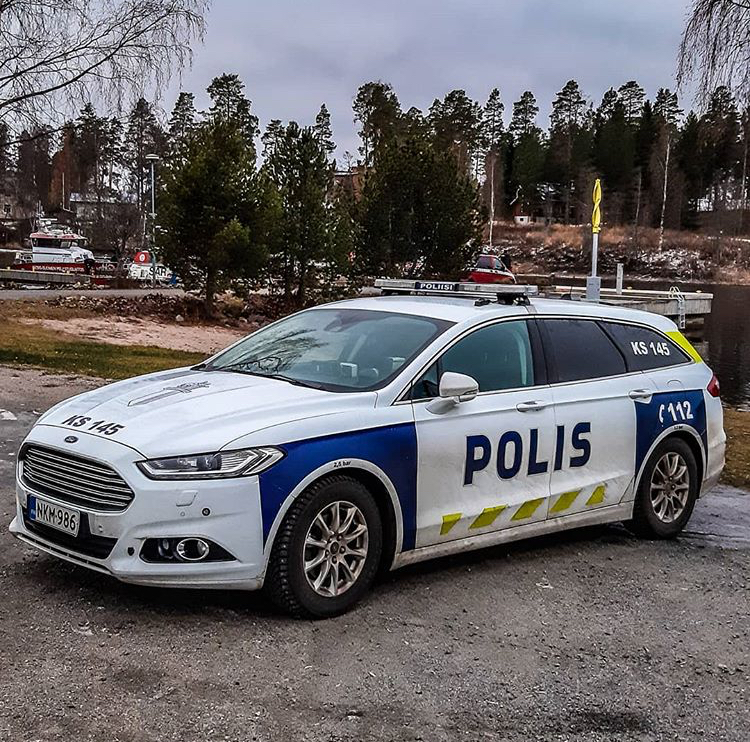
Ford Mondeo als Streifenwagen der Finnischen Polizei

Für den Staatsschutz ist die Suojelupoliisi (schwed. skyddspolisen) zuständig. Das autonome Åland hat eine unabhängige Polizeiorganisation.

## Kennzeichnungspflicht
Siehe auch
Die Kennzeichnungspflicht für Polizeibeamte wurde im Jahr 2014 eingeführt. Die Polizeibeamten sind verpflichtet, ein Namensschild zu tragen, das mindestens den Nachnamen enthält. Das Schild ist mindestens 8 cm breit und 2,5 cm hoch und hat einen hellen Schriftzug. Bei besonderen Polizeieinsätzen kann auch ein Schild mit einer Identifikationsnummer gewählt werden.
Im Rahmen von verdeckten Operationen zeigt der Beamte seine Identifikationskarte erst nach Durchführung des Einsatzes vor. Der Einsatz in geschlossenen Einheiten zählt nach finnischem Recht ebenfalls zu den verdeckten Operationen, so dass die Beamten nicht verpflichtet sind, ihre Identität preiszugeben.